# Gemeindeordnung von Medina
Die sogenannte Gemeindeordnung von Medina oder Verfassung/Konstitution von Medina (arabisch صحيفة المدينة, DMG Ṣaḥīfat al-Madīna; oder: ميثاق المدينة, DMG Mīṯāq al-Madīna) ist ein Bündnisvertrag, den der islamische Prophet Mohammed nach seiner Ankunft in der Stadt Yathrib (später: Medina) im Jahr 622 zwischen den Auswanderern aus Mekka und seinen Helfern in Yathrib schloss. Durch den zweiten Teil des Vertrags sind auch verschiedene jüdische Stämme in das Bündnis eingeschlossen. Das Dokument ist in Ibn Hischāms Bearbeitung von Ibn Ishāqs Prophetenbiographie überliefert; eine defektive Version ist außerdem in dem Kitāb al-Amwāl des Abū ʿUbaid al-Qāsim ibn Sallām (gest. ca. 837) enthalten.

## Bezeichnungen
Der Begriff „Gemeindeordnung“ als Bezeichnung für das Schriftstück wurde von Julius Wellhausen geprägt. In dem Text selbst wird das Dokument am Anfang einfach nur als Kitāb („Schriftstück“, „Buch“) und am Ende mehrfach als Ṣaḥīfa („Blatt“, „Schriftrolle“) bezeichnet. In der Sekundärliteratur kommen neben „Gemeindeordnung“ auch Begriffe wie „Verfassung“, „Constitution“, „Charta“ usw. von Medina vor, Bezeichnungen, die allerdings „wenig glücklich sind, weil sie zu unsachgemäßen Assoziationen führen können“. Die Frage, ob es sich um einen Bündnisvertrag oder die erste Verfassung des islamischen Staates handelt, wird bis heute unter muslimischen Gelehrten und Intellektuellen intensiv diskutiert.

## Aufbau und Inhalt
Ziel des Vertrags war, die Feindseligkeiten und Clan-Rivalitäten unter den Vertragspartnern zu beenden und sie gegen Bedrohungen von außen zu vereinigen. Hierzu wurde eine Liste von (nicht auf der Scharia beruhenden) Rechten und Pflichten für die Unterzeichner aufgestellt, mit denen sie die Grundlage schufen, sich künftig als einzige und einige Gemeinschaft (Umma wāḥida) zu definieren.
Wellhausen, der den Text des Dokuments zum ersten Mal untersuchte, teilte ihn in 47 Paragraphen ein. In der Edition von Michael Lecker ist der Text in 64 Paragraphen eingeteilt. Die überlieferte Version des Dokuments stammt wahrscheinlich aus dem Jahre 627.
Am Anfang des Dokuments wird festgestellt, dass es sich um „einen Vertrag Mohammeds, des Propheten, zwischen den Gläubigen und Muslimen der Quraisch und von Yathrib und jenen, die ihnen folgen, ihnen verbunden sind und zusammen mit ihnen kämpfen“, (§ 1) handelt. Sie seien „eine einzige Umma, die sich von anderen unterscheidet“ (§ 2). Anschließend werden die neun wichtigsten Vertragsparteien genannt. Dazu gehören die muslimischen „Auswanderer der Quraisch“ (§ 3), die als eine einheitliche Gruppe betrachtet werden, und acht Clane aus Yathrib, die sich aus Untergruppen (ṭawāʾif) zusammensetzen (§§ 4-11). Von jeder Gruppe heißt es, sie solle ihre tribale Organisation (ribāʿa) beibehalten und sei für die Zahlung von Blutgeld und Lösegeld unter ihren Angehörigen verantwortlich. Bei den Clanen aus Yathrib wird zusätzlich vermerkt, dass sie an ihre früheren Blutgeld-Abmachungen (maʿāqilu-hum al-ūlā) gebunden seien. Allerdings wird diese Solidaritätspflicht auf die Gläubigen (muʾminūn) unter ihnen eingeschränkt. In § 23 werden die Vertragsparteien aufgefordert, Streitfälle durch Mohammed schlichten zu lassen.
Der zweite Teil des Dokuments (ab § 27) befasst sich mit den Beziehungen zu den jüdischen Stämmen von Yathrib und ihren biṭāna (§ 39), d. h. ihren beduinischen Verbündeten. In § 49 wird erklärt, dass das Tal von Yathrib für alle Vertragspartner geheiligt sei.

## Überlieferung
Die Frage, wer nach dem Tode des Propheten die Urkunde mit der Gemeindeordnung erhalten hatte, war unter Schiiten und Sunniten umstritten. Während erstere annahmen, dass er sie ʿAlī ibn Abī Tālib anvertraut hatte, wurde in sunnitischen Texten überliefert, dass ʿUmar ibn al-Chattāb der Empfänger war.